# Week van de pijn
De Nederlandse nationale Week van de Pijn is een jaarlijks terugkerende week om het bewustzijn te vergroten over chronische pijn en de impact ervan op het leven van mensen. Een kwart van de Nederlandse volwassenen zegt last te hebben van chronische pijn, dit komt neer op ca. 3,5 miljoen mensen. De meesten die hieronder lijden hebben hier elke dag last van en worden beperkt in hun dagelijks leven.
Het biedt een platform om informatie te delen over de verschillende soorten pijn, behandelingsmogelijkheden en welke invloed het heeft op het dagelijks leven bij patiënten. Ook stimuleert het gesprekken tussen zorgverleners, patiënten en het bredere publiek. Door aandacht te vragen voor pijn, hoopt men dat er meer begrip komt voor de uitdagingen waarmee mensen met chronische pijn te maken hebben en dat er betere zorg en ondersteuning kan worden geboden.
De nationale Week van de Pijn is een initiatief van Pijnfonds Nederland, PA!N en het Samenwerkingsverband Pijnpatiënten naar één Stem.